# Brandbu/Jaren
Brandbu/Jaren är en tätort i Grans kommun i Innlandet fylke i Norge. Det är Norges hundrade största tätort och består av de två sammanväxta orterna Brandbu och Jaren. I Jaren finns kommunens centrala administration.